# Coupe d'Italie de football 1942-1943
Navigation
Coupe d'Italie 1941-1942 Coupe d'Italie 1958
La Coupe d'Italie de football 1942-1943, est la 10e édition de la Coupe d'Italie.

## Déroulement de la compétition

### Participants

#### Serie A (D1)
Les 16 clubs de Serie A sont engagés en Coupe d'Italie.

#### Serie B (D2)
Les 18 clubs de Serie B sont engagés en Coupe d'Italie.

### Calendrier
| Phase              | Tour                  | Dates                          |
| ------------------ | --------------------- | ------------------------------ |
| Phase préliminaire | Tour de qualification | 13 septembre 1942              |
| Phase finale       | 1/16e de finale       | 19 - 20 - 24 septembre 1942    |
| Phase finale       | 1/8e de finale        | 27 septembre 1942 - 2 mai 1943 |
| Phase finale       | 1/4 de finale         | 16 mai 1943                    |
| Phase finale       | 1/2 finales           | 23 mai 1943                    |
| Phase finale       | Finale                | 30 mai 1943                    |

## Résultats

### Tour de qualification
| Division     | Club         | Score | Club       | Division     |
| ------------ | ------------ | ----- | ---------- | ------------ |
| Serie B (D2) | US Cremonese | 2 - 1 | AC Brescia | Serie B (D2) |
| Serie B (D2) | AS Fanfulla  | 6 - 1 | AC Savone  | Serie B (D2) |

### Seizièmes de finale
| Division     | Club                 | Score      | Club                        | Division     |
| ------------ | -------------------- | ---------- | --------------------------- | ------------ |
| Serie B (D2) | MATER                | 1 - 6      | Juventus Cisitalia          | Serie A (D1) |
| Serie B (D2) | AC Naples            | 1 - 2      | SS Lazio                    | Serie A (D1) |
| Serie A (D1) | Atalanta BC          | 3 - 1      | AC Ligurie                  | Serie A (D1) |
| Serie A (D1) | US Bari              | 0 - 3      | AS Rome                     | Serie A (D1) |
| Serie A (D1) | Bologne AGC          | 2 - 0      | AS Ambrosiana-Inter         | Serie A (D1) |
| Serie A (D1) | AC Gênes 1893        | 5 - 3      | AC Spezia                   | Serie B (D2) |
| Serie A (D1) | US Livourne          | 2 - 1      | AC Fiorentina               | Serie A (D1) |
| Serie B (D2) | Modène Calcio        | 2 - 0      | Alexandrie US               | Serie B (D2) |
| Serie B (D2) | AC Novare            | 1 - 1 a.p. | US Palerme-Juventina        | Serie B (D2) |
| Serie B (D2) | AC Padoue            | 3 - 5      | AC Milan                    | Serie A (D1) |
| Serie B (D2) | AC Pise              | 0 - 1      | US Cremonese                | Serie B (D2) |
| Serie A (D1) | AC Torino            | 7 - 0      | US Anconitana-Bianchi       | Serie B (D2) |
| Serie A (D1) | US Triestina         | 3 - 0      | AS Fanfulla                 | Serie B (D2) |
| Serie B (D2) | AC Udinese           | 2 - 1 a.p. | SS Pescara                  | Serie B (D2) |
| Serie A (D1) | AFC Venise           | 2 - 1      | AC Sienne                   | Serie B (D2) |
| Serie A (D1) | AFC Vicence          | 3 - 0      | Pro Patria et Libertate USB | Serie B (D2) |
| Match rejoué |                      |            |                             |              |
| Serie B (D2) | US Palerme-Juventina | 2 - 0      | AC Novare                   | Serie B (D2) |

### Huitièmes de finale
| Division     | Club                 | Score | Club          | Division     |
| ------------ | -------------------- | ----- | ------------- | ------------ |
| Serie A (D1) | Atalanta BC          | 0 - 2 | AC Torino     | Serie A (D1) |
| Serie B (D2) | US Cremonese         | 0 - 1 | AC Udinese    | Serie B (D2) |
| Serie A (D1) | Juventus Cisitalia   | 2 - 3 | SS Lazio      | Serie A (D1) |
| Serie A (D1) | US Livourne          | 2 - 3 | AC Milan      | Serie A (D1) |
| Serie B (D2) | Modène Calcio        | 0 - 4 | Bologne AGC   | Serie A (D1) |
| Serie B (D2) | US Palerme-Juventina | 0 - 2 | AFC Venise    | Serie A (D1) |
| Serie A (D1) | AS Rome              | 2 - 1 | US Triestina  | Serie A (D1) |
| Serie A (D1) | AFC Vicence          | 0 - 1 | AC Gênes 1893 | Serie A (D1) |

### Quarts de finale
| Division     | Club        | Score | Club          | Division     |
| ------------ | ----------- | ----- | ------------- | ------------ |
| Serie A (D1) | Bologne AGC | 2 - 5 | AC Gênes 1893 | Serie A (D1) |
| Serie A (D1) | SS Lazio    | 1 - 2 | AS Rome       | Serie A (D1) |
| Serie A (D1) | AC Torino   | 5 - 0 | AC Milan      | Serie A (D1) |
| Serie A (D1) | AFC Venise  | 3 - 2 | AC Udinese    | Serie B (D2) |

### Demi-finale
| Division     | Club       | Score | Club          | Division     |
| ------------ | ---------- | ----- | ------------- | ------------ |
| Serie A (D1) | AC Torino  | 2 - 0 | AS Rome       | Serie A (D1) |
| Serie A (D1) | AFC Venise | 3 - 0 | AC Gênes 1893 | Serie A (D1) |

### Finale
| Division     | Club      | Score | Club       | Division     |
| ------------ | --------- | ----- | ---------- | ------------ |
| Serie A (D1) | AC Torino | 4 - 0 | AFC Venise | Serie A (D1) |